# Heinrich Schomburgk
Heinrich Georg Schomburgk (pronunciado /ˈhaɪnʁɪç ˈʃoːmbʊʁk/; 23 de junio de 1885 – 26 de marzo de 1965) fue un jugador de tenis y fútbol alemán. En los Juegos Olímpicos de Estocolmo de 1912 ganó una medalla de oro en la modalidad de dobles mixtos junto a Dorothea Köring.Participó en el Campeonato de Wimbledon de 1906, llegando a la segunda ronda, donde fue derrotado por Frank Riseley, quien más tarde desafiaría al campeón defensor Laurence Doherty.

## Vida
Heinrich Schomburgk fue hijo del empresario de Leipzig Heinrich Georg Schomburgk y su esposa Doris Eugenie, de soltera Heine, hija del pionero industrial de Leipzig Carl Erdmann Heine. El hermano de Heinrich, Wilhelm, abogado, fue presidente del Federación Alemana de Tenis de 1934 a 1937. Además, fue el fundador de los Großen Schomburgk-Spiele, que todavía se celebran como un torneo para veteranos.
Schomburgk ganó títulos internacionales alemanes en 1908 en dobles masculinos, en 1913 en individuales masculinos y en dobles mixtos (nuevamente con Dora Köring), así como en 1922 en dobles masculinos y en dobles mixtos (con su esposa Toni Schomburgk, de soltera Mettenheimer), todos celebrados en Hamburgo. En los campeonatos nacionales, ganó el título individual solo en 1910. En Wimbledon compitió únicamente en 1906 en individuales y dobles masculinos, perdiendo en la tercera y segunda ronda respectivamente.
Ganó junto a la dresdeniana Dora Köring la medalla de oro en dobles mixtos en los Juegos Olímpicos de 1912 en Estocolmo, después de tener que disputar solo dos partidos. Para la ceremonia de premiación, Schomburgk estaba bien preparado, ya que había llevado un sombrero de copa especialmente para la ocasión. En los Juegos de 1908, perdió en la primera ronda del individual masculino en césped.
En su deporte más exitoso, el tenis, su hogar deportivo fue el Club Deportivo de Leipzig. Como Schomburgk era muy versátil en el deporte, además de jugar al tenis, también jugó junto a su hermano Wilhelm como extremo izquierdo de fútbol en el VfB Leipzig, que en ese entonces era uno de los equipos más importantes del fútbol alemán. En 1906, se convirtió en el tercer campeón de fútbol alemán con el club, aunque no participó en la fase final.
El 22 de junio de 1933, fue nombrado miembro del Círculo de Líderes del Deporte Alemán por el comisionado deportivo del Reich para la Federación Alemana de Tenis y Hockey.

#### Dobles mixtos
| Año                 | Campeonato                         | Superficie | Resultado       | Oponente                      | Resultado |
| ------------------- | ---------------------------------- | ---------- | --------------- | ----------------------------- | --------- |
| 28 de junio de 1912 | Juegos Olímpicos de Estocolmo 1912 | Tierra     | Dorothea Köring | Sigrid Fick Gunnar Setterwall | 6–4, 6–0  |